# Anders Lissander
Anders Lissander, född troligen 1704, död 22 september 1786 i Stockholm, var ett svenskt kommerseråd.
Anders Lissander var troligen son till trädgårdsmästaren Olof Andersson. Han börjar sin karriär i Göteborg och var troligen född där. 1721 blev han skrivare vid lantränteriet i Göteborg, 1730 kammarskrivare vid krigskollegiums krigsmanshuskontor i Stockholm och var kassör där 1735–1742. Lissander blev 1739 kamrer i riksens ständers manufakturkontor med särskilda göromål och var 1740–1761 en av direktörerna i civilstatens änke- och pupillkassa. Han var 1742–1746 kamrer och ledamot av Stockholms hall- och manufakturrätt, blev 1747 ordinarie kamrer i manufakturkontoret, förste kommissarie där samma år och vid manufakturkontorets indragning 1766 överförd till kommerskollegiums indragningsstat. Lissander blev 1770 kommerseråd på manufakturdivisionen, 1773 kommerseråd på handels- och manufakturdivisionen och var 1773–1782 honorar medlem av direktionen för civilstatens änke- och pupillkassa.
Lissander var en av Carl Michael Bellmans tidigaste gynnare; 1765-1771 var hans hem skaldens främsta scen, och han tecknade också ned många av hans verk. Bellman var också en tid förlovad med hans dotter Inga.